# Нихон симбун
Нихон симбун (яп. 日本しんぶん, «Японская газета») — советская газета для японских военнопленных времён Второй мировой войны. Слово «симбун» в названии в начальных выпусках писалось иероглифами (新聞), а не хираганой (しんぶん).
Газета выходила в Хабаровске с 1 сентября 1945 года, после принятия решения ЦК КПСС об её издании. Из Хабаровска она распространялась по другим сибирским лагерям. В составе редакции «Нихон симбун» было 50 японцев и 15 русских. Главным редактором был подполковник Иван Иванович Коваленко, начальник отдела пропаганды Хабаровского района, с японской стороны шефом был Масаки Асахара. «Нихон симбун», выходившая тиражом 150 тысяч экземпляров для 600 тысяч японских военнопленных, цензурировалась властями и использовалась в качестве органа идеологической пропаганды в среде пленных японцев.